# Thèze (Alpes de Alta Provenza)
 Thèze  es una población y comuna francesa, situada en la región de Provenza-Alpes-Costa Azul, departamento de Alpes de Alta Provenza, en el distrito de Forcalquier y cantón de La Motte-du-Caire.

## Demografía
| 145 | 128 | 105 | 119 | 130 | 144 |
| Para los censos de 1962 a 1999 la población legal corresponde a la población sin duplicidades (Fuente: INSEE [Consultar]) |     |     |     |     |     |